# Тау-хрест

Тау-хрест — хрест, що складається з вертикальної перекладини, з'єднаної верхнім торцем з центром горизонтальної поперечини, відомий також як Антоніївський хрест. Цю назву хрест отримав на честь засновника християнського чернецтва Антонія Великого, який жив у IV столітті. Інші назви: хрест шибениця (через схожість своєї форми з конструкцією шибениці тих часів), єгипетський хрест, crux comissa. Назву тау-хрест отримав за іменем грецької літери «тау» або «Т», яка, своєю чергою, бере своє походження від фінікійського «тав», що має X-подібну форму.

## Значення
Відомі значення літери в різних алфавітах:
* Фінікійський: хрест, відмітка, знак.
* Протоханаанський: хрест.
* Протосинайський: відмітка, знак.
Як хрест означає життя, ключ верховної влади і сходження духу в матерію.

## Тау-хрест у християнстві

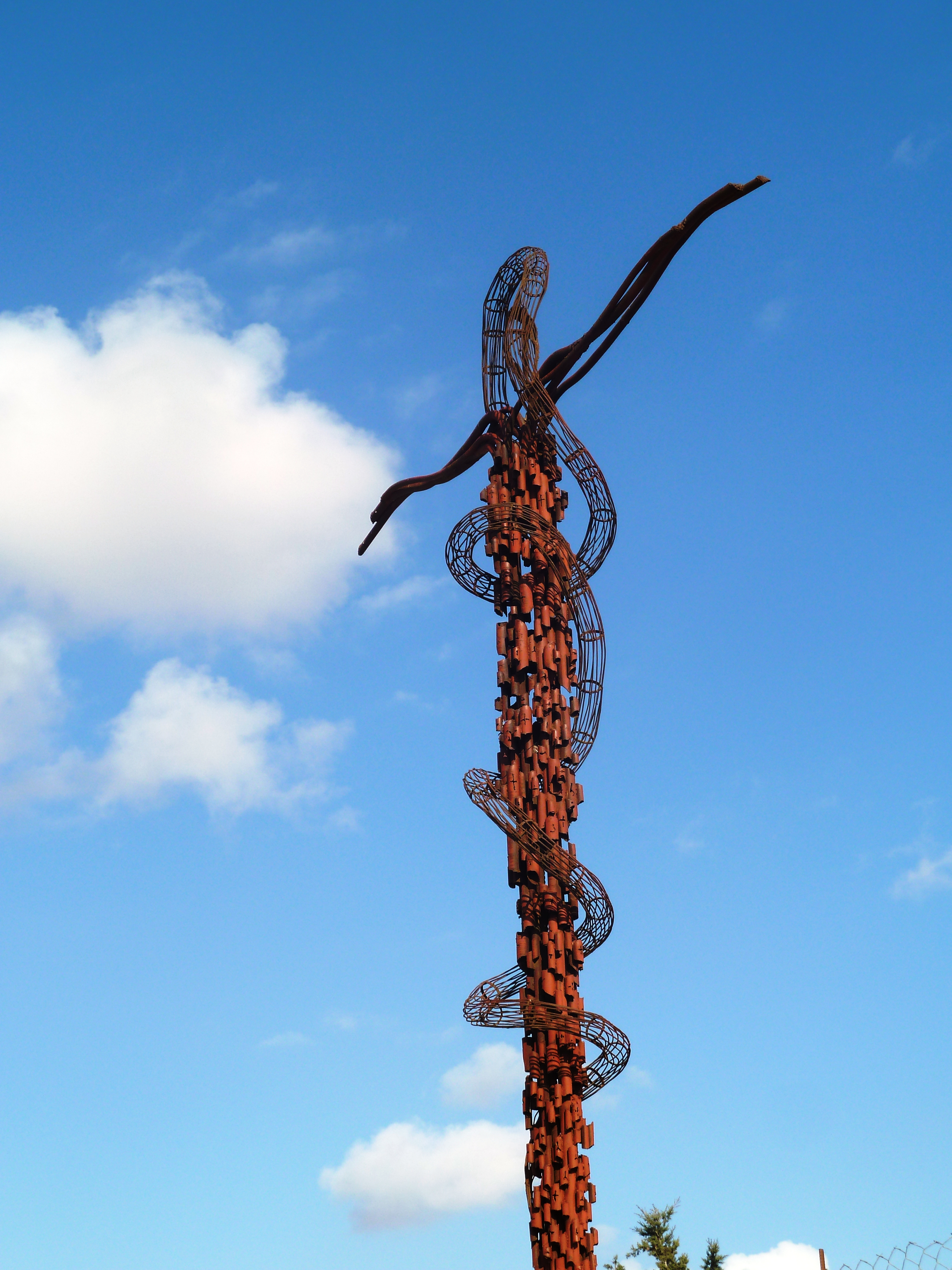
Посох Мойсея на горі Нево. Йорданія.

Бувши останньою, двадцять другою літерою єврейського письма, в біблійні часи стала означати кінець світу, а також служила знаком Каїна. В юдейській традиції тау-хрест наносився ізраєлітамі на одвірки в ніч першого єврейського Великодня в Єгипті, щоб захистити свої будинки від Ангела Смерті (Тора. Книга Вихід. 10-та кара). І, оскільки тау входить в анх, бувши його нижньою частиною, ця ідея, ймовірно, була запозичена у єгипетського звичаю позначати косяки дверей знаком анх, як таким, що захищає життя символом удачі.
Відповідно до Старого Заповіту, Мойсей створив мідного змія в пустелі на тау-хресті (Числа 21:5-9). Увіковічує цю подію скульптура «Посох Мойсея», що знаходиться на горі Нево в Йорданії, має форму символу тау, оперезаного змієм.
Тау-хрест виступає і як хрест-розп'яття. Більшість дослідників вважає, що саме на такому хресті був розіп'ятий Ісус Христос, у зв'язку з тим, що тау-хрест застосовувався для тортур і умертвіння в південних і східних частинах Римської імперії. На це прямо вказує так зване «Послання Варнави» (початок II-го століття), а пізніше Тертуліан. Зображення розп'яття на язичницькій карикатурі, що належить до III століття і знайденому при розкопках Палатинскому пагорбі в Римі в 1857 р., також має форму літери «Т».
Символ тау знаний як хрест святого Антонія в Єгипті (початок IV століття) і хрест Франциска Ассизького (початок XIII століття), залишаючись сьогодні одним з атрибутів францисканського ордена. Ієронімус Босх зображує Антоніївський хрест на своєму вівтарному триптиху «Спокуса святого Антонія».

## Тау- хрест у мистецтві

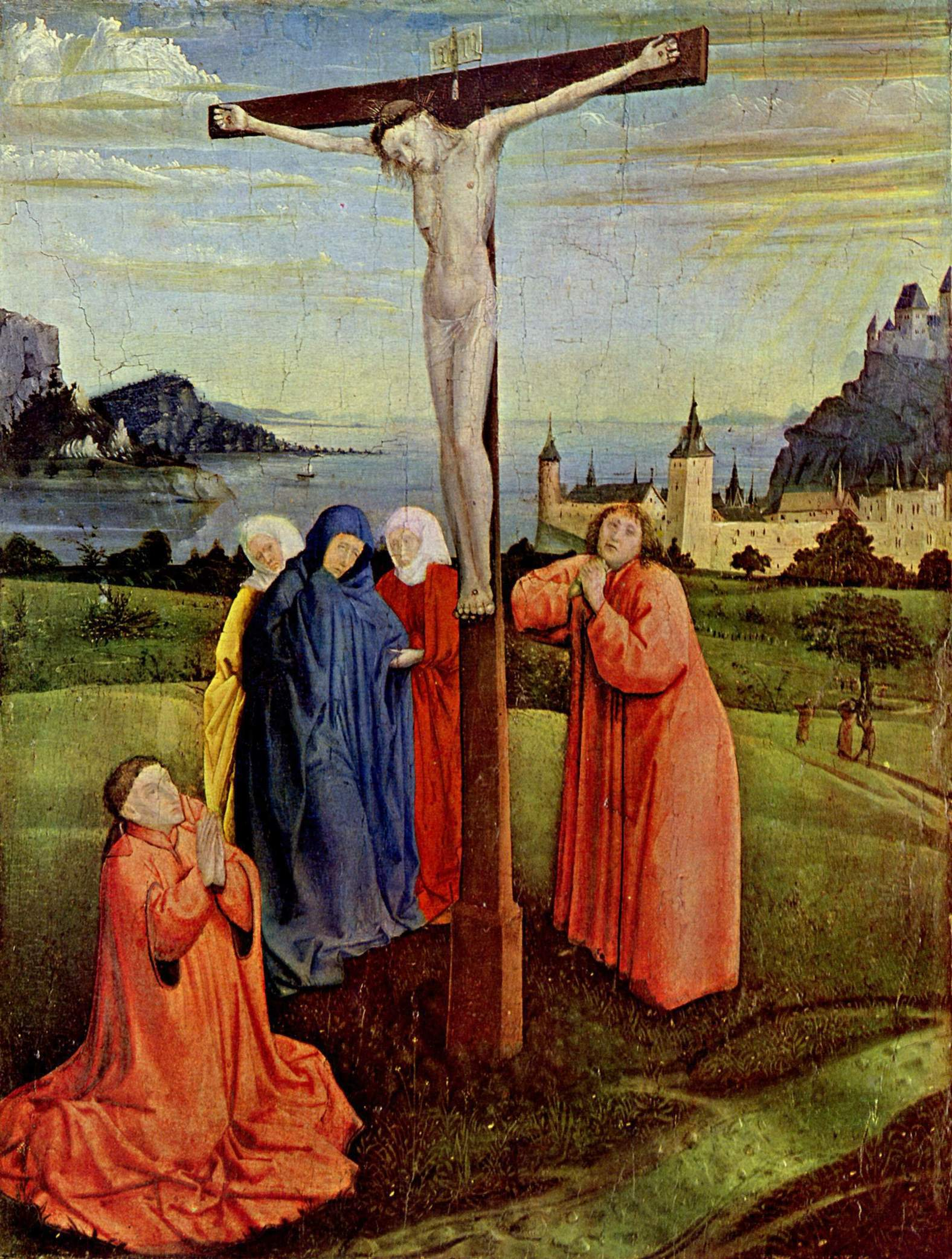
Конрад Віц. Crucifixus. 1444

Подібний хрест використовували у своїх роботах багато художників, наприклад:
- Джотто ді Бондоне («Розп'яття» 1306 р.);
- Конрад Віц («Розп'яття» 1444 р.);
- Рогір ван дер Вейден (триптих «Сім таїнств» 1445—1450 р., «Розп'яття» 1454 р.);
- Ян ван Ейк (диптих «Розп'яття» 1425—1430 р.);
- Ієронім Босх (зокрема, на картині «Розп'яття з донатором» 1480—1485 р. і триптиху «Розіп'ята мучениця» 1500—1503 р., відомому також, як « Мучеництво Святої Ліберати», на якому також зображено і святого Антонія з вишитим на одязі тау-хрестом);
- Антоніс ван Дейк («Христос на хресті» 1628—1630 р.);
- Микола Ге («Розп'яття» 1892 р.).

## Тау-хрест у міфології і окультизмі
Поряд з анхом тау-хрест був поширеним знаком в Давньому Єгипті, де позначав родючість і життя.
Наносився на лоб кожного учасника містерій Мітри (бога сонця у зороастрійців та індійців).
Тау-хрест займав велике місце в релігії друїдів — такий хрест, виготовлений з дубових гілок, або колод, уособлював друїдського бога дерева, відомого під ім'ям Ху (Ху Гадерна). Примітно також, що символом Ху був змій, що відсилає до Мойсея й біблійного мідного змія.
У язичницьких германців і кельтів тау-хрест іноді позначав божественний дерев'яний молоток чи двоголовий молот бога дощу.
В каббалістичному трактуванні тау має значення «небо». Нумерологічно представляється числом 400.
Тау-хрести використовувалися адигами (черкесами) в язичницьких обрядах, як символ бога Сеозереса: Едмунд Спенсер також мав враження, що саме Созереш є головним національним божеством Черкесії: «Самим могутнім серед цих святих є Сеозерес, символом якого був Т-подібний хрест, встановлений у священному гаю. Дубові колоди очищалися від гілок і скріплювалися разом, утворюючи дерев'яного ідола, якого друїди звали Тхау. Його шанують з особливою повагою ті, хто живе неподалік від берега моря; і також пастухи, бо Сеозерес — захисник гуртів дрібної і великої рогатої худоби… висохле грушеве дерево прикрашають гірляндами квітів і різними іншими прикрасами, як травневе дерево. Величезний твердий або м'який сир прикріплюють до верхівки; і кілька свічок, за кількістю запрошених гостей (свято зазвичай проводять в будинку вождя або одного з старійшин), тримають запаленими тут і там над деревом. Позаяк охайність вважається чеснотою серед черкесів, символ святого перш ніж прикрасити, дуже дбайливо миють в найчистішій весняній воді. Коли все готово, його урочисто вносять в будинок одного із старійшин; і оскільки святий мислиться як великий мореплавець і мандрівник, його символ вітає оваціями вся компанія». 